# Robert Lindstedt
Robert Lindstedt, född 19 mars 1977 i Sundbyberg, är en svensk högerhänt tennisspelare som har nått sina största framgångar i dubbel. Han blev proffs på ATP-touren 1998 och spelade i denna till och med 2021. Han har vunnit 23 titlar, alla i dubbel. Den största titeln tog han tillsammans med Łukasz Kubot 2014 när de vann Grand Slam-turneringen Australian Open. Hans högsta dubbelranking på ATP-touren var som nummer 3 i maj 2013. Lindstedt har representerat Sverige i Davis Cup flera gånger mellan 2007 och 2021. Han gjorde sin Davis Cup-debut 2007 i en betydelselös singelmatch (förlust mot Del Potro) och har ett facit på 0-4 i singelmatcher. Dubbeldebuten i Davis Cup skedde året efter med Simon Aspelin och han har också spelat ihop med bland andra Jonas Björkman och Robin Söderling. 2011 nådde Lindstedt kvartsfinalen i Davis Cup med Söderling. Lindstedt har också tillsammans med Johan Brunström representerat Sverige i dubbel i tennis vid olympiska sommarspelen 2012.

## Dubbeltitlar
| Teckenförklaring och antal titlar (23) |
| Grand Slam (1)                         |
| ATP Masters 1000 (1)                   |
| ATP 500 Series (3)                     |
| ATP-touren (18)                        |

| Titlar efter underlag |
| Hardcourt (13)        |
| Grus (7)              |
| Gräs (3)              |
| Matta (0)             |

| Nr  | Datum             | Turnering                                                  | Underlag  | Partner              | Finalmotståndare                     | Resultat              |
| 1.  | 24 september 2007 | Bombay, Indien                                             | Hardcourt | Jarkko Nieminen      | Rohan Bopanna Aisam-ul-Haq Qureshi   | 7–6(3), 7–6(5)        |
| 2.  | 7 oktober 2007    | Tokyo, Japan                                               | Hardcourt | Jordan Kerr          | Frank Dancevic Stephen Huss          | 6–4, 6–4              |
| 3.  | 17 augusti 2008   | Washington, D.C., USA                                      | Hardcourt | Marc Gicquel         | Bruno Soares Kevin Ullyett           | 7–6(6), 6–3           |
| 4.  | 12 januari 2009   | Auckland, Nya Zeeland                                      | Hardcourt | Martin Damm          | Scott Lipsky Leander Paes            | 7–5, 6–4              |
| 5.  | 8 februari 2009   | Zagreb, Kroatien                                           | Hardcourt | Martin Damm          | Christopher Kas Rogier Wassen        | 6-4, 6-3              |
| 6.  | 9 augusti 2009    | Washington, D.C., USA (2)                                  | Hardcourt | Martin Damm          | Mariusz Fyrstenberg Marcin Matkowski | 7–5, 7–6(3)           |
| 7.  | 10 april 2010     | Casablanca, Marocko (1)                                    | Grus      | Horia Tecău          | Rohan Bopanna Aisam-ul-Haq Qureshi   | 6–2, 3–6, [10–7]      |
| 8.  | 19 juni 2010      | 's-Hertogenbosch, Nederländerna (1)                        | Gräs      | Horia Tecău          | Lukáš Dlouhý Leander Paes            | 1–6, 7–5, [10–7]      |
| 9.  | 18 juli 2010      | Båstad, Sverige (1)                                        | Grus      | Horia Tecău          | Andreas Seppi Simone Vagnozzi        | 6–4, 7–5              |
| 10. | 28 augusti 2010   | New Haven, USA                                             | Hardcourt | Horia Tecău          | Rohan Bopanna Aisam-ul-Haq Qureshi   | 6–4, 7–5              |
| 11. | 9 april 2011      | Casablanca, Marocko (2)                                    | Grus      | Horia Tecău          | Colin Fleming Igor Zelenay           | 6–2, 6–1              |
| 12. | Juli 2011         | Båstad, Sverige (2)                                        | Grus      | Horia Tecău          | Simon Aspelin Andreas Siljeström     | 6-3, 6-3              |
| 13. | 28 april 2012     | BRD Năstase Țiriac Trophy, Bukarest, Rumänien              | Grus      | Horia Tecău          | Jérémy Chardy Łukasz Kubot           | 7-6(2), 6–3           |
| 14. | 23 juni 2012      | 's-Hertogenbosch, Nederländerna (2)                        | Gräs      | Horia Tecău          | Juan Sebastián Cabal Dmitry Tursunov | 6–3, 7-6(1)           |
| 15. | 15 juli 2012      | Båstad, Sverige (3)                                        | Grus      | Horia Tecău          | Alexander Peya Bruno Soares          | 6–3, 7-6(5)           |
| 16. | 19 augusti 2012   | Western & Southern Open, Cincinnati, USA                   | Hardcourt | Horia Tecău          | Mahesh Bhupathi Rohan Bopanna        | 6–4, 6-4              |
| 17. | 17 februari 2013  | ABN Amro World Tennis Tournament, Rotterdam, Nederländerna | Hardcourt | Nenad Zimonjić       | Thiemo de Bakker Jesse Huta Galung   | 5-7, 6-3, [10-8]      |
| 18. | 25 januari 2014   | Australian Open, Melbourne, Australien                     | Hardcourt | Łukasz Kubot         | Eric Butorac Raven Klaasen           | 6-3, 6-3              |
| 19. | 29 augusti 2015   | Winston-Salem Open, USA                                    | Hardcourt | Dominic Inglot       | Eric Butorac Scott Lipsky            | 6-2, 6-4              |
| 20. | 2 oktober 2016    | Shenzhen Open, Kina                                        | Hardcourt | Fabio Fognini        | Oliver Marach Fabrice Martin         | 7-6(4), 6-3           |
| 21. | 30 juni 2017      | Antalya Open, Turkiet                                      | Gräs      | Aisam-ul-Haq Qureshi | Oliver Marach Mate Pavić             | 7-5, 4-1 ret          |
| 22. | 6 maj 2018        | Istanbul Open, Turkiet                                     | Grus      | Dominic Inglot       | Ben McLachlan Nicholas Monroe        | 3–6, 6–3, [10–8]      |
| 23. | 22 september 2019 | Moselle Open, Metz, Frankrike                              | Hardcourt | Jan-Lennard Struff   | Nicolas Mahut Édouard Roger-Vasselin | 2–6, 7–6(7–1), [10–4] |

### Finalist
| Nr  | Datum             | Turnering                                         | Underlag  | Partner           | Finalmoståndare                        | Resultat                      |
| 1.  | 26 september 2005 | Ho Chi Minh City, Vietnam                         | Hardcourt | Ashley Fisher     | Lars Burgsmüller Philipp Kohlschreiber | 6–5(3), 4–6, 2–6              |
| 2.  | 6 mars 2006       | Las Vegas, USA                                    | Hardcourt | Jaroslav Levinský | Bob Bryan Mike Bryan                   | 3–6, 2–6                      |
| 3.  | 24 juli 2006      | Stuttgart, Tyskland                               | Grus      | Yves Allegro      | Gastón Gaudio Max Mirnyj               | 5–7, 7–6, 10-12               |
| 4.  | 28 februari 2009  | Dubai Tennis Championships, Förenade Arabemiraten | Hardcourt | Martin Damm       | Rik de Voest Dmitrij Tursunov          | 6–4, 3–6, [5–10]              |
| 5.  | 10 maj 2009       | Estoril, Portugal                                 | Grus      | Martin Damm       | Eric Butorac Scott Lipsky              | 3–6, 2–6                      |
| 6.  | 19 juli 2009      | Båstad, Sverige                                   | Grus      | Robin Söderling   | Jaroslav Levinský Filip Polášek        | 6–1, 3–6, [7–10]              |
| 7.  | 21 februari 2010  | Marseille, Frankrike                              | Hard (i)  | Julian Knowle     | Julien Benneteau Michaël Llodra        | 3–6, 4–6                      |
| 8.  | 21 juni 2010      | Wimbledon Championships, Storbritannien           | Gräs      | Horia Tecău       | Jürgen Melzer Philipp Petzschner       | 1–6, 5–7, 5–7                 |
| 9.  | 9 januari 2011    | Brisbane, Australien                              | Hardcourt | Horia Tecău       | Lukáš Dlouhý Paul Hanley               | 4–6, uppgiven.                |
| 10. | 18 juni 2011      | S-Hertogenbosch, Holland                          | Gräs      | Horia Tecău       | Daniele Bracciali František Čermák     | 3–6, 6–2, [8–10]              |
| 11. | 2 juli 2011       | Wimbledon Championships, Storbritannien           | Gräs      | Horia Tecău       | Bob Bryan Mike Bryan                   | 3-6, 4-6, 6-7                 |
| 12. | 7 augusti 2011    | Washington, D.C., USA                             | Hardcourt | Horia Tecău       | Michaël Llodra Nenad Zimonjić          | 7-6, 6-7, 7-10                |
| 13. | 9 oktober 2011    | China Open, Peking, Kina                          | Hardcourt | Horia Tecău       | Michaël Llodra Nenad Zimonjić          | 6-7(2), 6-7(4)                |
| 14. | 19 februari 2012  | Rotterdam Open, Nederländerna                     | Hardcourt | Horia Tecău       | Michaël Llodra Nenad Zimonjić          | 6–4, 5–7, [14–16]             |
| 15. | 13 maj 2012       | Madrid Open, Spanien                              | Grus      | Horia Tecău       | Mariusz Fyrstenberg Marcin Matkowski   | 3-6, 4-6                      |
| 16. | 8 juli 2012       | Wimbledon Championships, Storbritannien           | Gräs      | Horia Tecău       | Jonathan Marray Frederik Nielsen       | 6–4, 4-6, 6-7(5), 7-6(5), 3-6 |
| 17. | 21 oktober 2012   | Stockholm Open, Sverige                           | Hardcourt | Nenad Zimonjić    | Marcelo Melo Bruno Soares              | 7–6(7–4), 5–7, [6–10]         |
| 18. | 2 mars 2013       | Dubai Tennis Championships, Förenade Arabemiraten | Hardcourt | Nenad Zimonjić    | Mahesh Bhupathi Michaël Llodra         | 6–7(6–8), 6–7(6–8)            |
| 19. | 28 april 2013     | Barcelona Open, Spanien                           | Grus      | Daniel Nestor     | Alexander Peya Bruno Soares            | 7–5, 6–7(7–9), [4–10]         |
| 20. | 20 oktober 2013   | Stockholm Open, Sverige                           | Hardcourt | Jonas Björkman    | Aisam-ul-Haq Qureshi Jean-Julien Rojer | 2–6, 2–6                      |
| 21. | 3 maj 2015        | Istanbul Open, Turkiet                            | Grus      | Jürgen Melzer     | Radu Albot Dušan Lajović               | 4–6, 6–7(2–7)                 |
| 22. | 30 oktober 2016   | Swiss Indoors, Basel, Schweiz                     | Hardcourt | Michael Venus     | Marcel Granollers Jack Sock            | 3–6, 4–6                      |
| 23. | 17 juni 2018      | Stuttgart Open, Tyskland                          | Gräs      | Marcin Matkowski  | Philipp Petzschner Tim Pütz            | 6–7(5–7), 3–6                 |
| 24. | 30 september 2018 | Shenzhen Open, Kina                               | Hardcourt | Rajeev Ram        | Ben McLachlan Joe Salisbury            | 6–7(5–7), 6–7(4–7)            |
| 25. | 25 maj 2019       | Geneva Open, Genève, Schweiz                      | Grus      | Matthew Ebden     | Oliver Marach Mate Pavić               | 4–6, 4–6                      |